# Stavros (pel·lícula)
Stavros és una pel·lícula pornogràfica germano-italiana de 1999 escrita i dirigida per Mario Salieri. En va fer una continuació, Stavros 2.

## Argument
Stavros és un milionari que va començar com un pobre immigrant grec i ha esdevingut un magnat amb un gran imperi econòmic. Alguns testimonis de primera mà expliquen com viu enmig de luxe i com tracta i explota les dones del seu entorn. Maddalena Ruta és una coneguda actriu que treballa sota la jerarquia de Stavros com a encarregada d'un bordell. L'atractiva presentadora de televisió Antonella Strato fa una entrevista amb ell, on les noies descobreixen que no han obtingut res amb la seva submissió sexual, i en canvi ell se n'ha aprofitat tot el que ha volgut.

## Repartiment
- Laura Angel: Noia de l'autobús
- Lisa Belle: Noia cega
- Madalina Ray: jove Maddalena Ruta
- Susanna Gabrio: anciana Maddalena Ruta
- Jenny Ulvari: Secretària de Helmut
- Joaly: Antonella Strato
- Océane
- Monica Roccaforte: jove Monica Foster
- Gianna Brosio: anciana Monica Foster
- Sandra Wicked: mare No. 1

## Premis
- 2000 : Festival Internacional de Cinema Eròtic de Barcelona: Premi Ninfa a la millor pel·lícula.[2]
- 1999 : Venus Award: millor llargmetratge
- 1999 : Hot d'Or: millor pel·lícula, millor pel·lícula francesa[3]